# Marian Sucharzewski
Marian Sucharzewski (ur. 1930, zm. 29 czerwca 1998) – polski komandor dyplomowany, morski oficer pokładowy okrętów torpedowych. W latach 1948–1990 służył w Marynarce Wojennej i dowodził ORP „ST-82”, grupą kutrów torpedowych, dywizjonem ścigaczy, 1. dywizjonem kutrów torpedowych oraz 3 Flotyllą Okrętów. Służbę wojskową zakończył na stanowisku szefa Sztabu Służb Technicznych i Zaopatrzenia Dowództwa Marynarki Wojennej.

## Wykształcenie
Marian Sucharzewski urodził się w 1930 w Białej Podlaskiej. W latach 1948–1952 ukończył studia na Wydziale Pokładowym Oficerskiej Szkoły Marynarki Wojennej w Gdyni. Również w Oficerskiej Szkole Marynarki Wojennej odbył Wyższy Kurs Doskonalenia Oficerów w specjalności broń podwodna (1953). Był także absolwentem kursu dowódców dywizjonów kutrów torpedowych (1955–1957) i fakultetu dowódczo-sztabowego (1966) w Akademii Marynarki Wojennej ZSRR.

## Służba wojskowa
Na pierwsze stanowisko służbowe skierowano go do dywizjonu ścigaczy Brygady Obrony Wodnego Rejonu Głównej Bazy Marynarki Wojennej na Helu, gdzie był dowódcą kutra torpedowego ST-82 i jednocześnie dowódcą grupy kutrów torpedowych. W 1953 został pomocnikiem szefa Wydziału Operacyjnego w Sztabie Głównym Marynarki Wojennej w Gdyni, a w 1954 obejmował kolejno funkcje szefa sztabu dywizjonu ścigaczy i dowódcy dywizjonu ścigaczy. Od 1957 do 1967 służył w 3 Brygadzie Kutrów Torpedowych w Gdyni, jako dowódca 1. dywizjonu kutrów torpedowych (1957–1958), szef Sztabu Brygady (1958–1959) i ponownie dowódca 1. dywizjonu kutrów torpedowych (1959–1967).
Następnie był szefem Wydziału Szkolenia oraz zastępcą szefa Oddziału Operacyjnego w Sztabie Głównym Marynarki Wojennej. Od 1969 zajmował stanowiska o stopniu etatowym kontradmirała. W latach 1969–1971 pełnił funkcję zastępcy szefa Sztabu Głównego Marynarki Wojennej ds. organizacyjno-mobilizacyjnych, a potem dowodził nowo utworzoną 3 Flotyllą Okrętów w Gdyni. W 1980 został szefem Sztabu Służb Technicznych i Zaopatrzenia Dowództwa Marynarki Wojennej, a 10 października tego roku został wyróżniony wpisem do „Honorowej Księgi Czynów Żołnierskich”. W 1990 został przeniesiony w stan spoczynku. Zmarł 29 czerwca 1998 w Gdyni. Został pochowany na Cmentarzu Marynarki Wojennej w Gdyni.

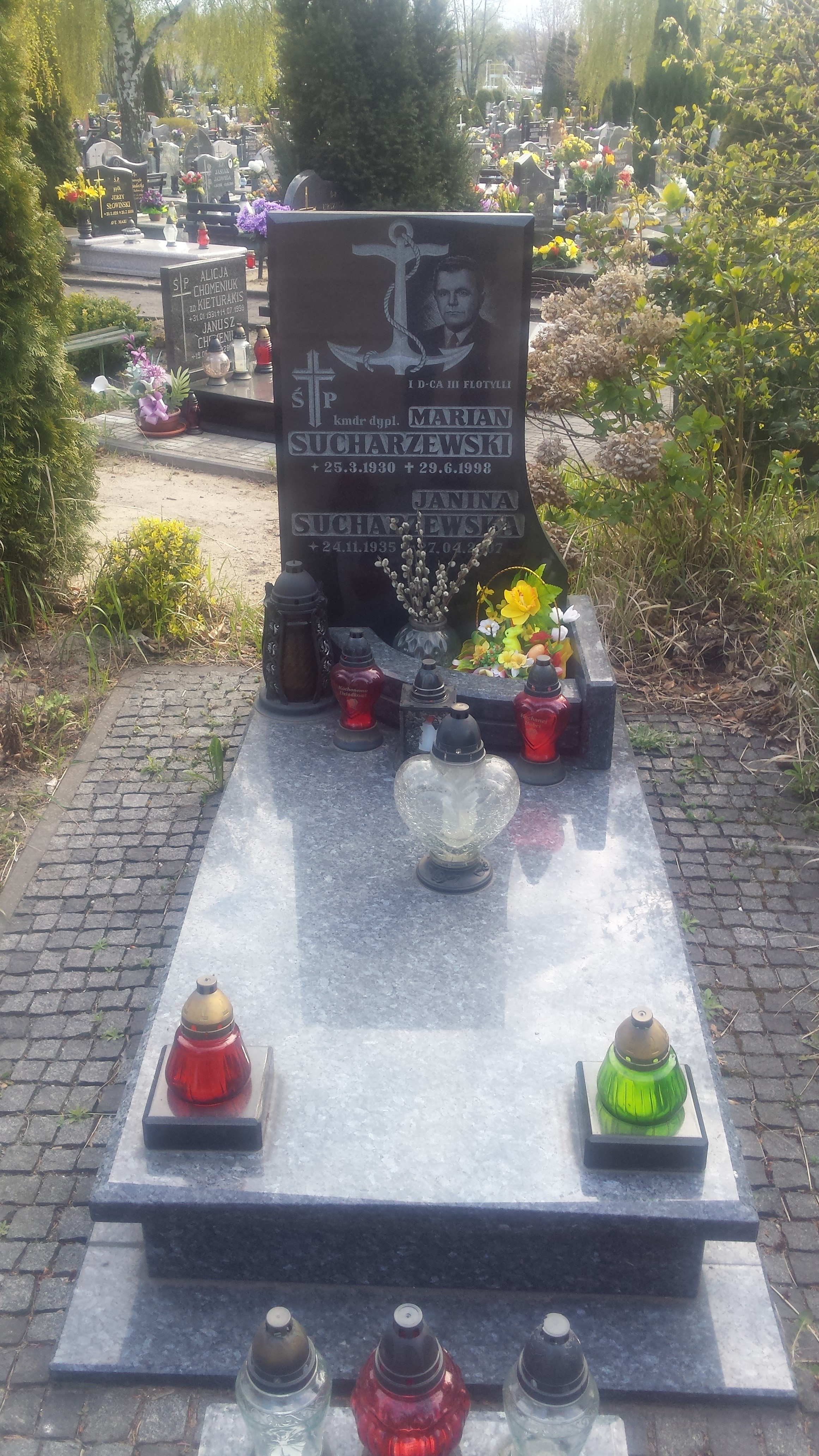
Grób komandora Mariana Sucharzewskiego na Cmentarzu Marynarki Wojennej w Gdyni

Awansował kolejno na stopnie oficerskie:
| - podporucznika marynarki – 1952 - porucznika marynarki – 1954 - kapitana marynarki – 1955 | - komandora podporucznika – 1960 - komandora porucznika – 1966 - komandora – 1970 |

## Odznaczenia
- Krzyż Komandorski Orderu Odrodzenia Polski
- Krzyż Oficerski Orderu Odrodzenia Polski
- Krzyż Kawalerski Orderu Odrodzenia Polski
- Złoty Krzyż Zasługi
- Złoty Medal "Siły Zbrojne w Służbie Ojczyzny"
- Srebrny Medal Siły Zbrojne w Służbie Ojczyzny
- Brązowy Medal Siły Zbrojne w Służbie Ojczyzny
- Złoty Medal "Za Zasługi dla Obronności Kraju"